# Moses Isegawa
Moses Isegawa, nacido en 1963 en Cawempe (o Kawempe), Uganda, es el apodo de Wava Sey, escritor nacionalizado neerlandés. 

## Biografía
Creció en Kikunganya con su abuelo Yosef Muwanha (1908-1999, líder de un clan) antes de trasladarse con sus padres en Masaka, a 70 km de Kampala. Fue estudiante en prácticas en un seminario católico, donde el sacerdote Emmanuel Kasajja le animó a escribir. Pasó cuatro años como profesor de historia en una escuela en Uganda. En 1990 se trasladó a los Países Bajos, donde se estableció en Beverwijk. Isegawa aprendió neerlandés y obtuvo la nacionalidad neerlandesa en 1995. En 1998 publicó su primera novela, Crónicas de Abisinia, escrita en inglés y traducida a quince idiomas. En ella describe las experiencias de una familia durante los días de la independencia de Uganda del Reino Unido. Regresó a Uganda en 2005. 
Isegawa pertenece al grupo, junto a Hafid Bouazza, Abdelkader Benali y Kader Abdolah, de los mejores escritores de la literatura de inmigrantes en los Países Bajos.

## Obra
- Abyssinnian chronicles (Crónicas abisinias; traducción española de Luis Ogg, publicada por Ediciones B, Barcelona, 2000).
- Snakepit.
- Voorbedachte Daden.
- The war of the ears.